# جونا روسل شند
جونا روسل شند (انگلیسی: Joanna Rowsell Shand؛ زادهٔ ۵ دسامبر ۱۹۸۸) یک دوچرخه‌سوار اهل بریتانیا است. وی در مسابقات کشوری و بین‌المللی در مجموع برندهٔ ۱۳ مدال طلا، ۲ مدال نقره، ۲ مدال برنز شده‌است.